# 科维的维杜金德
科维的维杜金德（925年—973年以後），中世纪萨克森编年史作者，著有三卷本的《萨克森人事迹》（Res gestae saxonicae sive annalium libri tres ）是研究10世纪奥托王朝时期德国的重要史料。

## 生平

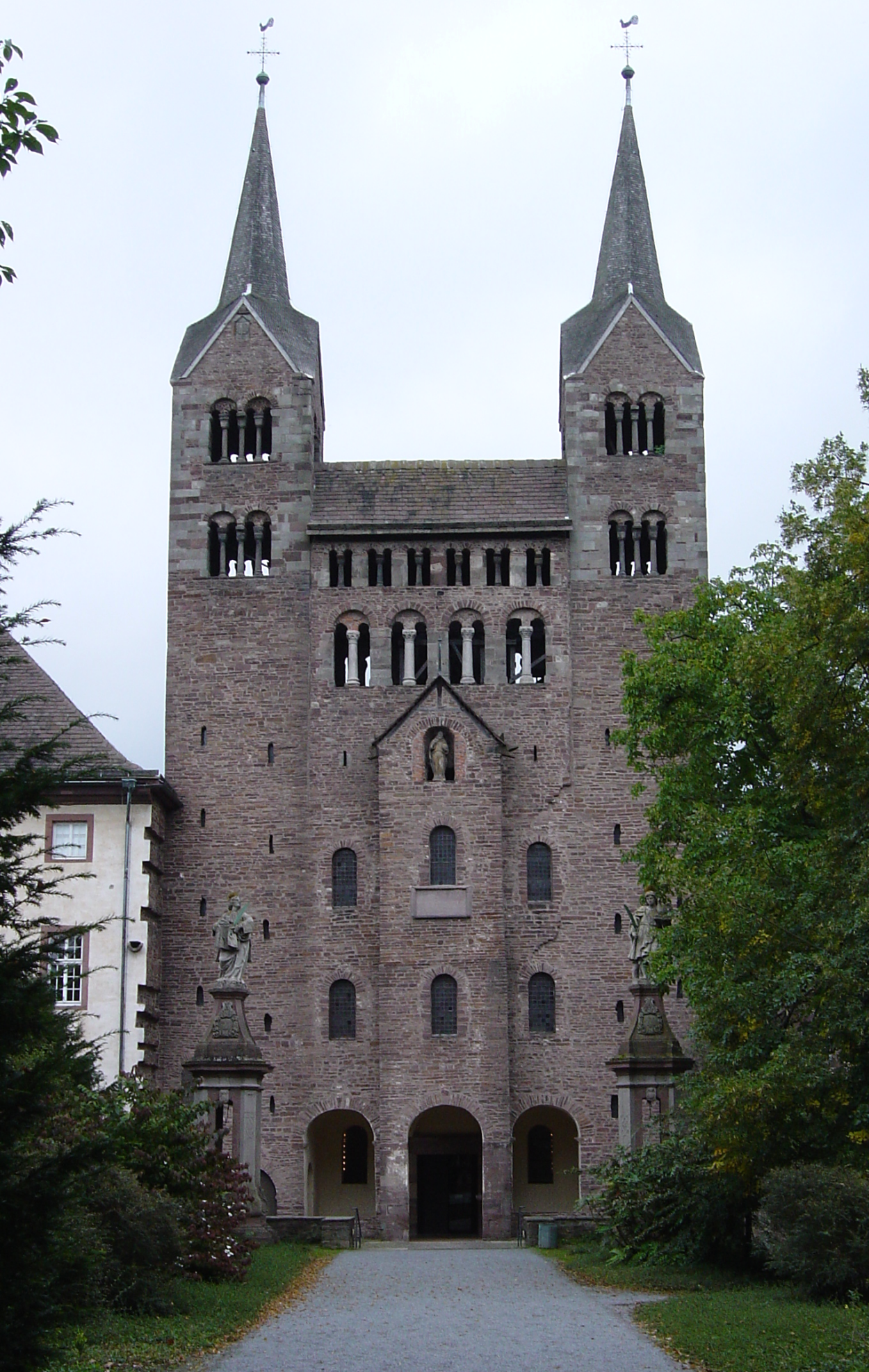
科维修道院教堂西向正门

从他的名字来看，很可能是从前的萨克森领袖维杜金德的后代。后者在777年到785年参加了萨克森战争，并曾直面查理大帝，事迹见于《法兰克王室编年史》。编年史作者维杜金德在940年~942年前后进入位于萨克森公国威斯特法伦地区的科维修道院，很可能成为了一名助教。主流观点认为彼时他已经年满十五岁，最近也有观点认为他彼时可能还是一个孩子。936年东法兰克王国萨克森奥托王朝的第一位君主捕鸟人亨利去世，其子奥托一世继位。
奥托以无可争辩的德意志王国统治者之姿面对德意志诸部落公爵的怠慢，令维杜金德印象深刻。按照维杜金德自己的说法，他在着手写作《萨克森人事迹》之前首先完成了几篇基督教圣人传。他把编年史献给奥托一世的女儿，奎德林堡女修道院长玛蒂尔达(c. 955年–999年)，后者跟他一样也是萨克森领袖维杜金德的后代。编年史著于962年2月2日奥托被教皇若望十二世加冕之后，然而奥托和其父捕鸟者亨利获得英白拉多（凯旋将军）头衔一事却并没有被提及。随着玛蒂尔达之弟奥托二世967年登基为王国共主，以及其异母兄美因茨大主教威廉968年逝世，她就成为了赫尔曼·比隆摄政时期奥托王室在萨克森境内硕果仅存的直系成员。据此推测，维杜金德为玛蒂尔达写作编年史——或者是重写——可能是想作为类似于《资治通鉴》的借镜类史书。
截至973年5月7日奥托一世逝世时，编年史仍未完成，因此推测维杜金德逝世是在此之后。作者逝世于科维修道院。

## 著作
《萨克森人事迹》是记述奥托大帝和捕鸟人亨利时期的重要史料，其作者借鉴了罗马历史学家撒路斯提乌斯的作品和次经马加比书。维杜金德以一个萨克森人的视角写作，以他的族群和历史为荣。《事迹》的记述没有从罗马帝国开始，而是总结了萨克森人口耳相传的历史，以及他们与法兰克人的斗争。由于写作风格过于简洁，常有令人费解之处。
全书以奥斯特拉西亚国王提乌德里克一世与图林根人（其中很大一部分是萨克森人）的战争开始。在间接提及萨克森人在查理大帝治下皈依基督教以后，编年史转入早期萨克森公爵们和捕鸟人亨利统治时期的事迹。在记叙后者时，发生在意大利的事件没有被提及，甚至没有提到任何一名教皇，然而另一方面，《事迹》存世的三份手稿中有一份就是在贝内文托公国誊写的。《事迹》第二卷以奥托一世被推选为日耳曼人的国王开篇，记叙了叛乱对其统治的威胁，一直到其第一任妻子威塞克斯的伊迪斯去世。意大利的事件又一次没有被提及。
《萨克森人事迹》的一份手稿1532年第一次在巴塞尔被公开，现存大英图书馆。 存世的还有另外两份手稿，质量最好的版本1935年被保罗·赫希和汉斯-埃贝哈德·洛曼收录于《日耳曼历史文献》。1971年，其德语译本被阿尔伯特·鲍尔和赖因霍尔德·劳发表于《萨克森王朝历史起源》。英语译本首见于一份未打印的博士论文：Raymond F. Wood, The three books of the deeds of the Saxons, by Widukind of Corvey, translated with introduction, notes, and bibliography (University of California, Los Angeles, 1949).
维杜金德据信也著有根据2世纪的《保罗与德克拉行传》编写的圣保罗和圣德克拉的传记，然而目前来看未能传世。